# Liste der Ständeräte des Kantons Basel-Stadt
Die Liste der Ständeräte des Kantons Basel-Stadt zeigt alle Mitglieder des Ständerates aus dem Kanton Basel-Stadt seit der Gründung des Bundesstaates im Jahr 1848 bis heute.

## Parteiabkürzungen
- FDP: Freisinnig-Demokratische Partei, seit 2009 Mitglied der FDP.Die Liberalen
- LM: Liberale Mitte, Vorgängerfraktion von LDP/LPS aus dem 19. Jahrhundert
- SP: Sozialdemokratische Partei der Schweiz

## Ständeräte
| Name                           | Partei/Fraktion | Amtszeit            | Geboren | Gestorben |
| ------------------------------ | --------------- | ------------------- | ------- | --------- |
| Eugen Dietschi                 | FDP             | 1960–1967           | 1896    | 1986      |
| Georg Felber                   | LM              | 1860–1861           | 1804    | 1861      |
| Anita Fetz                     | SP              | 2003–2019           | 1957    |           |
| Christian Friedrich Göttisheim | FDP             | 1881–1896           | 1837    | 1896      |
| Eva Herzog                     | SP              | 2019–               | 1961    |           |
| Wilhelm Klein                  | FDP             | 1881                | 1825    | 1887      |
| Alphons Koechlin               | LM              | 1866–1875           | 1821    | 1893      |
| Johann Rudolf Merian           | LM              | 1853–1855           | 1797    | 1871      |
| Carl Miville                   | SP              | 1979–1991           | 1921    | 2021      |
| Gian-Reto Plattner             | SP              | 1991–2003           | 1939    | 2009      |
| Victor Emil Scherer            | FDP             | 1919–1925           | 1881    | 1941      |
| Paul Scherrer                  | FDP             | 1896–1919           | 1862    | 1935      |
| August Stähelin                | LM              | 1855–1860 1861–1866 | 1812    | 1886      |
| Johann Jakob Stehlin           | LM              | 1848–1853           | 1803    | 1879      |
| Karl Rudolf Stehlin            | LM              | 1875–1881           | 1831    | 1881      |
| Ernst Alfred Thalmann          | FDP             | 1928–1935           | 1881    | 1938      |
| Hans-Peter Tschudi             | SP              | 1956–1959           | 1913    | 2002      |
| Gustav Wenk                    | SP              | 1935–1956           | 1884    | 1956      |
| Willi Wenk                     | SP              | 1967–1979           | 1914    | 1994      |
| Eugen Wullschleger             | SP              | 1925–1928           | 1862    | 1931      |

## Quelle
- Datenbank aller Ratsmitglieder. Website der Bundesversammlung.